# Balatonszárszó
Balatonszárszó ist eine Großgemeinde  im Kreis Siófok im Komitat Somogy in Südtransdanubien in Ungarn. Sie hieß bis 1922 Szárszó und liegt am südlichen Ufer des Balaton (deutsch Plattensee). Bis 2012 gehörte sie zum Kleingebiet Balatonföldvár
Balatonszárszó hat 1.895 Einwohner (Stand 2011) auf einer Fläche von 30,13 km². Der Ort ist vor allem vom sommerlichen Badetourismus am See geprägt.

## Geschichte
Das Dorf wurde erstmals 1082 urkundlich mit dem Namen Zarrosozow erwähnt. Seit 1733 gehörte das Dorf nebst Umgebung der Familie Hunyady. Im Jahre 1743 wurde eine katholische und im Jahre 1800 eine reformierte Schule gegründet. 1843 wurde eine reformierte Kirche im Stil des Klassizismus gebaut. Ab 1904 entwickelt sich Szárszó zum Badeort. 1913 bekam der Ort eine Eisenbahnstation, eine Post und Telefonanschlüsse. Der Erste Weltkrieg forderte 50 Opfer aus Szárszó.

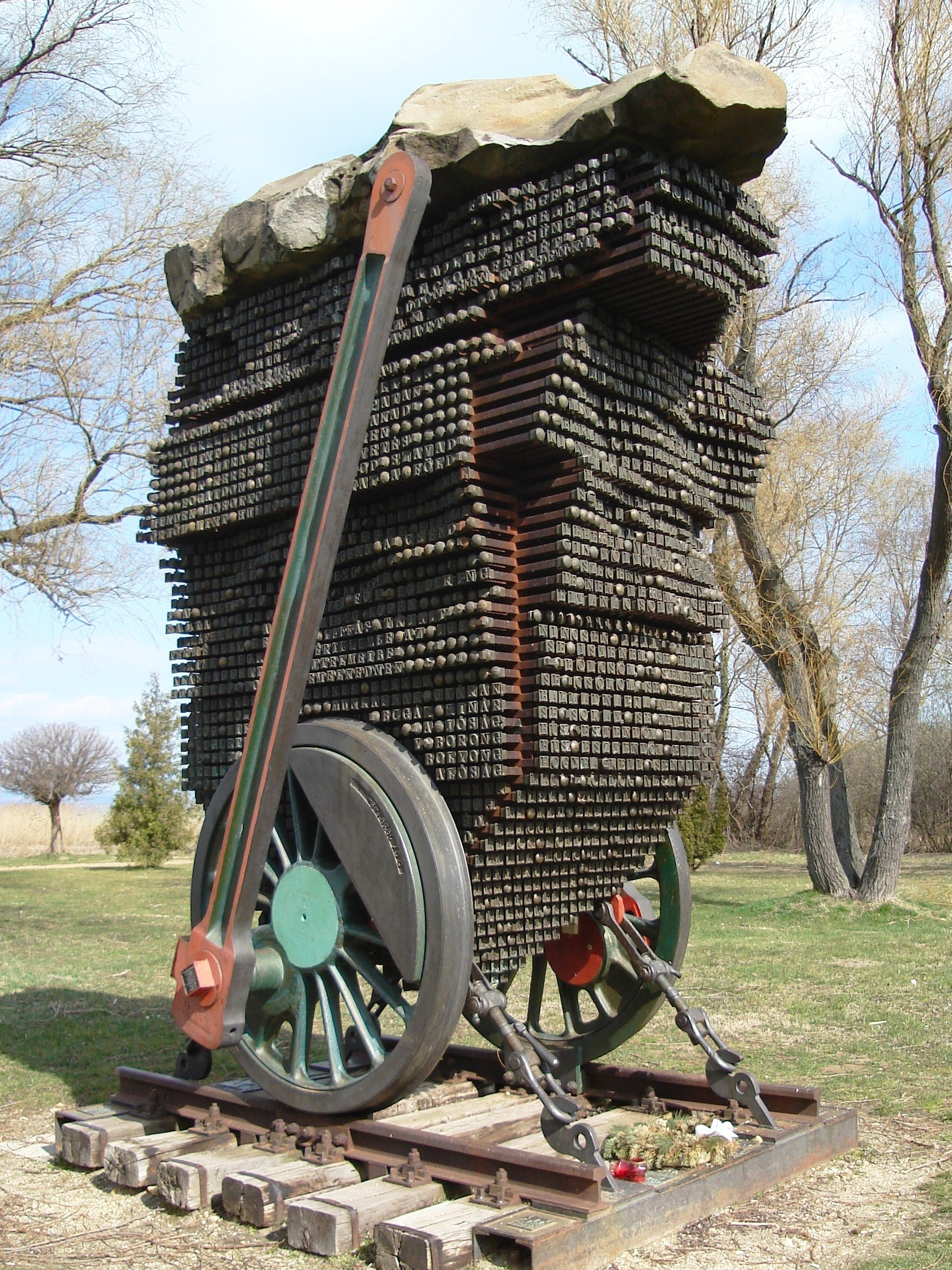
Attila-József-Denkmal in Balatonszárszó

Am Bahnhof Balatonszárszó starb 1937 Attila József, einer der berühmtesten ungarischen Lyriker des 20. Jahrhunderts, durch Selbstmord. Zu seinen Ehren befindet sich dort eine Attila-József-Gedenkstätte.
Im Zweiten Weltkrieg fielen 34 Soldaten aus Szárszó.
Der erste Kindergarten wurde 1947 eröffnet. 1948 wurden die beiden Schulen vereint und konnten 1961 in ein modernes Schulgebäude umziehen. 1972 wurde das Attila-József-Museum eröffnet.
1973 wurde der Ort Großgemeinde.
Partnerstadt ist Joseni (ungarisch Gyergyóalfalu, deutsch Unterdorf) in Siebenbürgen, Rumänien.